# Urania
 For alternative betydninger, se Urania (flertydig). (Se også artikler, som begynder med Urania)
Urania er i græsk mytologi astronomiens muse.